# ハイメ・シン
ハイメ・シン（Jaime Lachica Sin, 1928年8月31日 - 2005年6月21日）は、フィリピン出身のカトリック教会の枢機卿。1974年から2003年までマニラ大司教を務め、カトリック信者の多いフィリピンにおいて国民の精神的指導者として大きな影響力を持っていた。特に1986年、事実上の独裁者であったフェルディナンド・マルコス大統領を退陣に追い込んだ一連の民衆運動（エドゥサ革命）において中心的な役割を果たした。

## 生涯

### 聖職者として
ハイメ・シンは1928年にフィリピンのアクラン州ニューワシントンで中国系の父ファン・シンと母マキシマ・ラチカの間に14人目の子供として生まれた。中国系であるため、氏名は漢字で「辛海梅」あるいは「辛海棉」とも表記される。家を離れて神学校に学び、1954年4月3日にハロ大司教区の教区司祭として叙階を受けた。1967年2月、ハロ大司教区の補佐司教に任ぜられ、3月18日に司教に叙階された。1972年3月には協働司教になり、同年10月にハロ大司教となった。
2年後の1974年1月21日、シンはマニラ大司教に任命された。シン大司教の着座式は同年3月19日にマニラ大聖堂で行われた。そして1976年5月24日、教皇パウロ6世はシン大司教を枢機卿に任命した。1983年までシン枢機卿は枢機卿団の中での最年少でありつづけた。

### エドゥサ革命
フェルディナンド・マルコス大統領の統治のもとにおいて、シン枢機卿は期せずしてフィリピン全体の精神的指導者という役割を担っていくことになり、政治とも密接にかかわることになった。長期にわたったマルコス政権が腐敗したことで、汚職・不正行為が横行し、国民の不満は高まっていた。1983年には国民の間で広く人気があったベニグノ・アキノ元上院議員がマニラ国際空港で暗殺され、マルコスが黒幕であると噂された。
マルコス政権崩壊の直接のきっかけとなったのは1986年の選挙で、（政府の不正な操作によって）マルコスが優勢であるという発表がされたために国民の不満が爆発。国内は騒乱状態となり、いつ内戦になってもおかしくない状態となった。そんな中にあってシン枢機卿はフィリピンのカトリック教会の代表として人々にイエス・キリストと福音の精神に従うこと、運動の中で絶対に暴力を用いないよう訴えた。
マルコス大統領とイメルダ夫人は完全に国民感情が自分たちから離れていることに気づき、状況を打開するため、シン枢機卿に自分たちの側について国民を説得してくれるよう願った。枢機卿はこれを丁重に拒否した上、大統領と夫人に対して、マニラ市内に集まってマルコス打倒を叫んでいた人々に対する武力行使を行わないよう願った。にもかかわらず、大統領は軍に対してデモ制圧のための武力行使を許可した。
戦車と兵士の一隊がデモの大群衆と対峙した時、デモに参加した民衆はその場にひざまずいてロザリオの祈りを唱え、英語の聖歌を歌った。これを見た兵士たちは武力制圧の命令を拒否した。兵士たちの一部は逆にデモ隊に加わりさえしている。シン枢機卿はいつ流血が起きてもおかしくなかったこのような状況において死者や負傷者が一人もいなかったことは奇跡・恵みであるとしている。
ここにいたってマルコス大統領と一族、側近たちは国外亡命を余儀なくされ、ロナルド・レーガン大統領の斡旋によってハワイのホノルルに逃れた。国民が主役の政変は成功し、この出来事は「ピープルズ・パワー」（人民革命）あるいは「エドゥサ革命」とよばれることになった。（エドゥサ（EDSA）とは民衆が集まって行進を行ったマニラ市内の大通りの名称（Epifanio De los Santos Avenue）の略である。）政変後のコラソン・アキノ、フィデル・ラモス両大統領のもとで、シン枢機卿はエドゥサ革命の立役者として賞賛され、大統領たちのアドバイザーであり続けた。

### 晩年
2001年、当時のフィリピン大統領ジョセフ・エストラーダへの国民の不満が再び高まったとき、シン枢機卿は再び政変の中心人物となった。大統領の汚職が発覚して人々が立ち上がったとき、枢機卿がこの運動を承認したため大統領は退陣に追い込まれ、副大統領のグロリア・アロヨが大統領の座についた。枢機卿はアキノ大統領、エストラダ大統領、アロヨ大統領のもとで三度勲章を受けている。
2003年9月15日、高齢のシン枢機卿はマニラ大司教位を退き、ガウデンシオ・ボルボン・ロサレス大司教にその地位を譲った。2005年4月のコンクラーヴェは病床にあったため参加できなかった。長年糖尿病によって腎臓を患っていたシン枢機卿は2005年6月21日にマニラのルフィノ・サントス・メディカル・センターで死去。76歳であった。